# Allmendingen bei Bern
Pour les articles homonymes, voir Allmendingen.
Allmendingen est une commune suisse du canton de Berne, située dans l'arrondissement administratif de Berne-Mittelland.

## Monuments et curiosités
Le château d'Allmendingen est un manoir construit au début du XVIIe siècle en style Renaissance par la famille Graffenried. Le bâtiment principal avec la tour d'escalier remonte à une première époque de construction. Le cabinet de verdure avec les salles de communication date de l'époque des agrandissements baroques.